# Vexillum (Vexillum) lyratum
Vexillum (Vexillum) lyratum is een slakkensoort uit de familie van de Costellariidae. De wetenschappelijke naam van de soort werd in 1822 voor het eerst geldig gepubliceerd door Jean-Baptiste de Lamarck.